# Cyrtodactylus panitvongi
Cyrtodactylus panitvongi — вид ящірок з родини геконових (Gekkonidae). Описаний у 2024 році.

## Назва
Видовий епітет вшановує тайського зоолога, природоохоронця та фотографа Нонна Панітвонга за його внесок у вивчення фауни Королівства Таїланд.

## Поширення
Ендемік Таїланду. Виявлений у вапняковій печері Тхамкхаочан у провінції Лопбурі (14°58'42.2"N 101°18'40.6"E).

## Опис
Максимальна відома довжина тіла без хвоста 85 мм. Має смугастий дорсальний візерунок, включаючи безперервний потиличний комірець і три темні смуги на спинці, 10 або 11 темних кілець на хвості та золотисту райдужку.